# Thomas Brown (Philosoph)

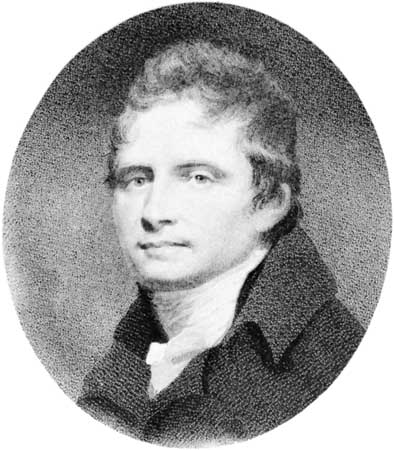
Thomas Brown 1806, Gemälde von William Walker

Thomas Brown (* 9. Januar 1778 in Kirkmabrek, Kirkcudbrightshire; † 2. April 1820 in London) war ein schottischer Philosoph, Arzt und Dichter. Browns philosophische Arbeiten markieren einen Wendepunkt in der von Thomas Reid begründeten Common-Sense-Philosophie. Heute ist Brown eine wenig bekannte Randfigur der Philosophie. In der ersten Hälfte des 19. Jahrhunderts war er ein gefeierter Philosoph des menschlichen Geistes.

## Leben
Brown wurde im Haus seines Vaters, Samuel Brown, und seiner Mutter, Mary Smith, in Kirkmabreck als jüngstes von dreizehn Kindern geboren. Sein Vater, Pfarrer für Kilmabrek und Kirkdale, verstarb 18 Monate nach seiner Geburt. Seine Mutter kehrte daraufhin in ihr heimatliches Edinburgh zurück. Der Junge galt als ausgesprochen frühreif. Mit vier Jahren soll er schon die Evangelien auf Unterschiede untersucht haben. Mit sieben Jahren wurde er zu einem Onkel mütterlicherseits gesandt, um seine Schulbildung unter dessen Aufsicht zu erhalten. Er besuchte die Schule in Camberwell, dann, ein Jahr später die Schule in Chiswick und dann die Schulen in Bromley und Kensington. Nach dem Tod des Onkels 1792 kehrte Brown nach Edinburgh zurück und wurde wie damals üblich mit 14 Jahren an der University of Edinburgh eingeschrieben. Sein Professor war James Finlayson.
Die Sommerpause 1793 verbrachte er in Liverpool, wo er die Bekanntschaft von James Currie machte, dem Biografen des schottischen Nationaldichters Robert Burns. Curry gab ihm einen Band der gerade erst erschienen Elements of the Philosophy of the Human Mind von Dugald Stewart, das Brown noch in der Sommerpause las. Im folgenden Wintersemester hörte er Stewarts Vorlesungen in Edinburgh und erregte die Aufmerksamkeit Stewarts durch eine harsche Kritik. Wenn nämlich, wie Stewart in seinem Buch behauptete, Erinnerung von vorsätzlicher Aufmerksamkeit gesteuert sei, wie könne man sich dann an Träume erinnern? Die gleiche Kritik hatte Stewart ungefähr zur gleichen Zeit in einem Schreiben von Isaac-Bénédict Prévost, einem Schweizer Theologen an der Universität Genf erhalten.
Ungefähr zur gleichen Zeit wurde Darwins Zoonomia heftig in der Öffentlichkeit diskutiert. Brown schrieb einige Anmerkungen, die er auf Rat Stewarts direkt an Erasmus Darwin richtete, dem Großvater Charles Darwins. Daraus entwickelte sich ein mehrmonatiger Austausch, in dem Darwin die harte Kritik deutlich verärgert zur Kenntnis nahm. Die jugendlichen Kritiken wurden zusammengefasst und 1798 veröffentlicht und wurden von der Kritik in Edinburgh wohlwollend zur Kenntnis genommen. Brown machte viele Bekanntschaften mit vielversprechenden jungen Männern in dieser Zeit. Er schloss sich der Literary Society an und gründete mit anderen innerhalb dieser eine Gruppe, die sich Academy of Physics nannte. Die Gruppe blieb nur drei Jahre zusammen, brachte aber die Gründungsmitglieder der Edinburgh Review zusammen. Brown wurde einer der ersten Reviewer und schrieb in der zweiten Ausgabe einen kritischen Artikel über Kant, was zumindest einigen Wagemut erforderte, weil er sich vollständig auf Aussagen des französischen Philosophen Charles de Villers stützte. In der dritten Auflage der Review gab es einige redaktionelle Eingriffe in einen seiner Artikel und er zog sich von der Review zurück und veröffentlichte nie wieder in einer Zeitschrift.
1796 wandte er sich dem Jurastudium zu, entdeckte aber, dass dies seiner Gesundheit schadete und begann stattdessen 1798 ein Medizinstudium, welches er 1803 abschloss.  Nach dem Studium begann er mit praktischer Arbeit als Arzt. 1804 veröffentlichte Brown zwei Bände mit Gedichten.
Ebenfalls 1804 wurde John Leslies Berufung zum Professor für Mathematik mit der Begründung behindert, er habe sich zustimmend zu David Humes Gedanken zur Kausalität geäußert, was damals dem Vorwurf des Atheismus gleichkam. Brown versuchte den Beweis, dass Humes Theorie nicht die ihr zugesprochenen Konsequenzen hätte. Noch 1804 veröffentlichte er Observations on the Nature and Tendency of the Doctrine of Mr. Hume concerning the Relation of Cause and Effect. Eine zweite, überarbeitete Auflage erschien 1806 und eine nochmals überarbeitete und erweiterte Fassung wurde 1818 unter dem Titel An Inquiry into the Relation of Cause and Effect veröffentlicht. 1806 ging Brown eine Partnerschaft mit dem Arzt James Gregory (1753–1821), ein, aber trotz der guten wirtschaftlichen Aussichten blieben seine Hauptinteressen philosophischer Natur.
Schon 1799 waren Versuche unternommen worden, ihn als Professor für Rhetorik zu berufen. 1808 nun wollte man ihn zum Professor für Logik machen, was an Widerständen der Konservativen und der Kirche scheiterte. 1808 erkrankte Stewart und Brown übernahm einige Vorlesungen vertretungsweise. Seine Vorlesungen zogen nicht nur Studenten an, sondern auch einige der Professoren der Universität. Als Stewart wieder einige Vorlesungen selbst hielt, wurde ihm durch ein Komitee für die hervorragende Wahl seines Assistenten gratuliert. 1810 wurde Brown schließlich durch das entscheidende Town Council unter dem Druck von Stewart selbst und Anhängern von Brown zum Kollegen von Stewart als Professor berufen.
Brown schrieb nun Vorlesungsunterlagen mit heißer Feder, jeweils am Abend vor der Vorlesung, manchmal auch durch die ganze Nacht und in den Morgen hinein. So entstanden drei Bände im ersten Jahr und ein vierter im zweiten Jahr, in dem er Vorlesungen hielt. Wie Stewart gewann Brown schnell einen Ruf als inspirierender Lehrer. Er lebte mit seinen Schwestern bei seiner Mutter und fand noch Zeit, Besucher in Edinburgh gastlich zu empfangen. Seine einzigen Hobbys waren Wandern und Bergsteigen. Daneben blieb er der Dichtung treu und schrieb weiter Gedichte, was er sogar der Philosophie vorzog. 1814 veröffentlichte er anonym den sechs Jahre zuvor begonnenen Gedichtband Paradise of Coquettes. 1815 folgte in Anlehnung an Mary Wollstonecrafts Letters from Norway sein Band Wanderer in Norway mit ausgearbeiteten früheren Versen aus seinen ersten Gedichtbänden. 1816 folgte Warfiend, 1817, im Todesjahr seiner Mutter, Bower of Spring, 1818 Agnes und 1819 Emily. 1820 wurden die Gedichte mit einigen Ergänzungen in vier Bänden noch einmal veröffentlicht.
1819 begann er ein Lehrbuch zu seinen Vorlesungen zu schreiben. Er erkrankte und brach inmitten einer Vorlesung (Nr. 36 in der Sammlung) zusammen. Er kehrte nicht mehr zum Vorlesungsbetrieb zurück. Erst musste er sich um eine Vertretung bemühen, dann verschlechterte schlechtes Wetter seinen Zustand. Seine Ärzte empfahlen eine Reise nach London. Dort verstarb er am 2. April 1820 im Stadtteil Brompton. Er wurde in Kirkmabreck beigesetzt.
Seinem Freund und Biografen David Welsh hinterließ er die letzten Blätter seines Lehrbuchs Physiology of the Human Mind dass schon in Druck gegangen war. Die Aufsicht über den fachlichen Nachlass erhielt John Stewart (1747–1822), der Brown nach dem Zusammenbruch vertreten hatte und nach dessen Tod Reverend E. Milroy.

## Ehrungen
1812 wurde Brown auf Vorschlag von John Playfair, James Hall und Alexander Fraser Tytler zum Fellow der Royal Society of Edinburgh gewählt. Für die Society diente er von 1814 bis 1817 als Councillor für Literatur.

## Werk
Trotz des Umfangs von Browns dichterischem Werk, erregte das an Pope und Akenside angelehnte Werk keine große Aufmerksamkeit. Seine Vorlesungen hingegen erregten den Enthusiasmus seiner Studenten und begründeten seinen weit über seinen Tod hinausreichenden Ruhm. Es bedurfte neuer Denkrichtungen, um die Begeisterung für seine Philosophie abzulösen. 1851 erschien die 19. Auflage seiner Vorlesungen. Seine Analyse von Ursache und Wirkung ist eine nachklingende Bestätigung von Humes Standpunkt. Brown reduziert Kausalität auf unveränderliche Sequenzen und arbeitet besonders den Punkt hervor, dass 'Macht' nichts anderes als diese Beziehung ausdrückt. Diese Haltung übernahm John Stuart Mill von Brown und damit wird Brown zum ersten, der diese zwei Faktoren mit der Kausalität in Verbindung bringt: Regelmäßigkeit und Einheitlichkeit. Damit ist Brown und nicht David Hume der eigentliche Begründer dieses Kausalitätsverständnisses. Anders als Hume, dessen Kausalitätsdarstellung Brown inspirierte, vertritt er aber das im menschlichen Geist angelegte, intuitive Verständnis von Kausalität, dass die gleichen Vorgänge auch die gleichen Konsequenzen erzielen. Damit ersetzt er Humes 'Gewohnheit' (custom) und vermeidet damit auch Humes theologischen Skeptizismus. Er schlussfolgert, dass Gott die Ursache eines geordneten Universums sei.
Browns „Lectures“ wurden eilig geschrieben und werden durch die häufigen, sentimentalen Zitate von Akenside geschwächt, mit denen Brown sie ausschmückte, vermutlich um die jungen Hörer zu fesseln. Andererseits zeigen diese Zitate eine bemerkenswerte Fähigkeit zur psychologischen Analyse. Die wertvollsten Lektionen sind nach Lehrmeinung die Vorlesungen 22 bis 27 zum Berührungssinn und der haptischen Wahrnehmung, die eine externe Welt offenbaren. Kollegen warfen Brown vor, diese Passagen von Condillac und de Tracy „geborgt“ zu haben. James McCosh bezeichnete es als eine Kobmination aus Reid und Stewart mit den französischen Sensualisten. Eine Besonderheit ist Browns Unterbewertung des Willens, ähnlich wie Reid, der die Gefühlsregungen in den allgemeinen Arten des Intellekts unterbetonte. Nach William Hamilton beseitige die Unterordnung des Willens unter das Verlangen praktisch alle Freiheit, Verantwortlichkeit und Moralität. Generell zeigt Hamilton eine Abneigung gegenüber Brown, dessen Popularität durch seine eigene übertroffen wurde. In einem Artikel der Edinburgh Review (Oktober 1830) wirft er Brown vor, er habe die ganze Geschichte der Theorien zur Wahrnehmung falsch verstanden und würde Reid völlig falsch repräsentieren. Brown selbst kritisierte Reid mehrfach, was auch den Protest Stewarts erregte, der die übermäßige Eile kritisierte, in der Brown seine Arbeiten schrieb. Demnach wäre Stewart diese Haltung seines Kollegen nicht bewusst geworden, bis die „Lectures“ von Welsh veröffentlicht wurden. Stewarts Vorbehalte kann man vielleicht besser verstehen, wenn man James Mackintoshs Kommentar dazu liest:

Reid bawled out that we must believe in an outward world; but added, in a whisper, we can give no reason for our belief. Hume cries out that we can give no reason for such a notion; and whispers, I own we cannot get rid of it. (Mackintosh, 1837, 346)

„Reid grölte, dass wir an eine äußere Welt glauben müssten, und wisperte, dass er keinen Grund für diesen Glauben geben könne. Hume schrie heraus, dass wir keinen Grund für so eine Feststellung hätten, und flüsterte, dass er anerkennen müsse, dass man den Glauben nicht loswerden kann.“

Browns Analytik erlaubte es ihm, den Zwiespalt zu erkennen und eine Lösung zwischen seinem Lehrvater und Freund Reids, Dugald Stewart, und dem als Atheist verschrienen David Hume zu suchen.
Hamiltons Abneigung gegen Brown ist dagegen offensichtlich und seine Vorwürfe des Plagiats erscheinen bei einem Werk für Studierende und erschienen nach dem Tod des Autors als überzogen. Was auch immer über Browns Originalität zu sagen ist, er war der letzte Vertreter der schottischen Schule, modifiziert durch französische Einflüsse, aber noch nicht beeinflusst durch die deutschen Philosophen, insbesondere Kant. Brown schlug die Brücke von Reids Common-Sense zum Positivismus eines John Stuart Mill. Kant und der Idealismus wurden durch Hamilton und andere in die schottische Philosophie eingeführt und diese damit von Grund auf verändert.

## Bibliografie

### Philosophische Schriften
- Observations on the Zoonomia of Erasmus Darwin, M. D. Edinburgh 1798 (Digitalisat).
- Observations on the Nature and Tendency of the Doctrine of Mr. Hume Concerning the Relation of Cause and Effect. 1804.
- An Inquiry into the Relation of Cause and Effect. 1818.
- Lectures on the Philosophy of the Human Mind. 4 Bände, 1820.

### Gedichte
1820 erschienen seine Gedichte in einer vierbändigen Sammlung erneut.
- Paradise of Coquettes; 1814
- Wanderer in Norway; 1815
- Warfiend; 1816
- Bower of Spring; 1817
- Agnes; 1818
- Emily; 1819